# Börnicke (Nauen)

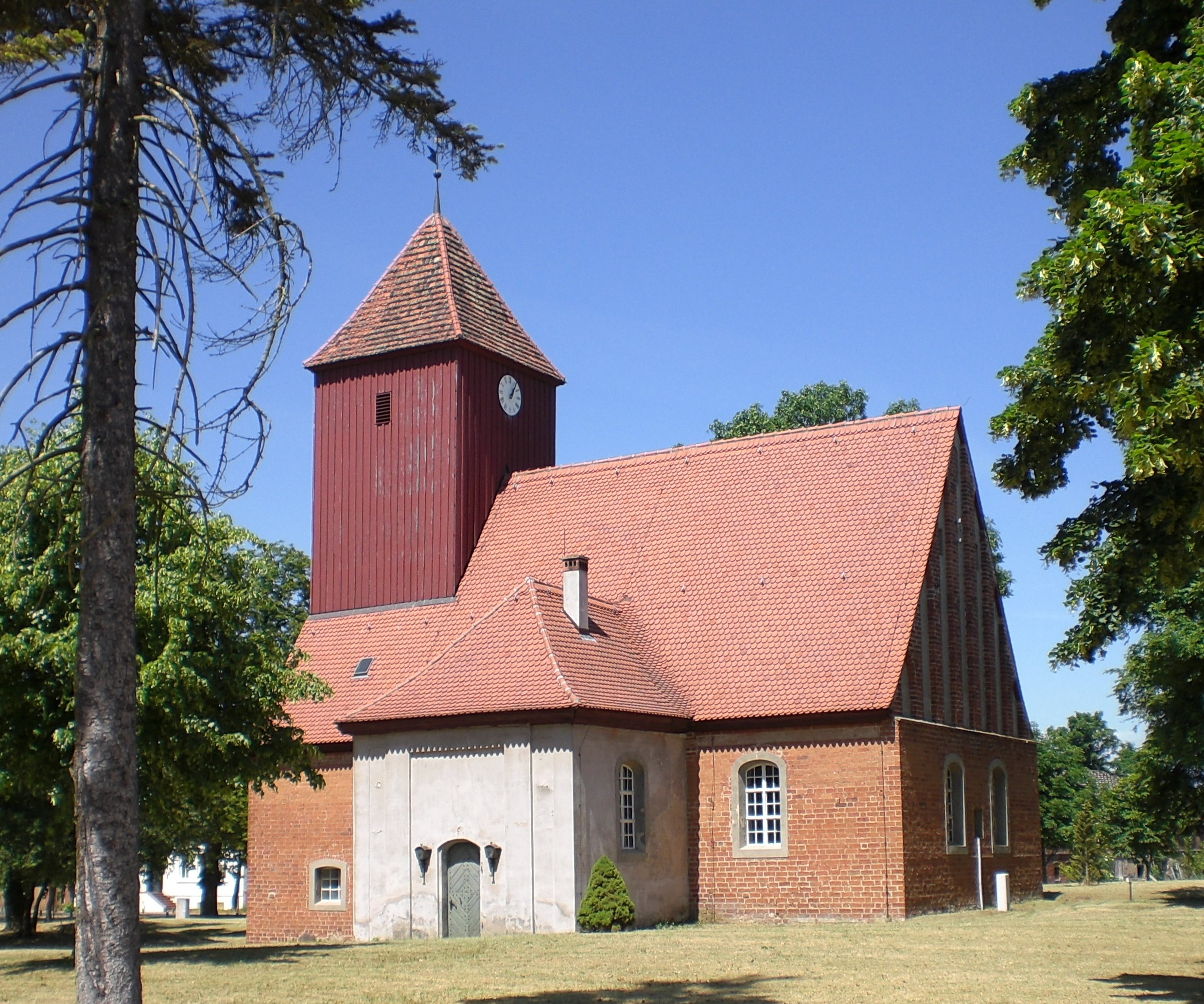
Dorfkirche Börnicke

Börnicke mit seinem Wohnplatz Ebereschenhof ist ein Ortsteil der Stadt Nauen im Landkreis Havelland des Landes Brandenburg.

## Geografie

### Geografische Lage
Börnicke liegt in einer Höhe von 34 m ü. NHN etwa 10 Kilometer nordöstlich von Nauen an der Bundesstraße 273 zwischen Nauen und Kremmen und ca. 4 km entfernt vom Anschluss Kremmen (AS 25) der Bundesautobahn 24. Der Ort hat eine Fläche von 19,07 km².

### Nachbarorte
- Tietzow, Ortsteil der Stadt Nauen
- Staffelde, Ortsteil der Stadt Kremmen
- Grünefeld, Ortsteil der Gemeinde Schönwalde-Glien
- Kienberg, Ortsteil der Stadt Nauen
- Dreibrück, Gemeindeteil von Deutschhof, Ortsteil der Gemeinde Fehrbellin

## Geschichte
Der Ortsname wird dem Ostfälischen für kleiner Brunnen zugeordnet und ist eventuell ein Übertrag von Groß Börnicke (Ort am kleinen Brunnen) bei Staßfurt, da Börnicke von Siedlern aus dem Harzvorland als typisches Angerdorf gegründet worden sein soll. Erstmals erwähnt worden ist Börnicke im Jahre 1355. Doch geht seine Siedlungsgeschichte bis in die Bronzezeit zurück, was man durch den Fund eines ältereisenzeitlichen Urnengräberfeldes feststellte. Aber auch die Slawen hinterließen Zeichen ihrer Siedlungsbemühungen um Börnicke.
Zu den ältesten Gebäuden von Börnicke zählt die Dorfkirche Börnicke, ein spätgotischer Backsteinbau mit einem charakteristischen Blendgiebel, dessen Turm ein Anbau aus dem Anfang des 18. Jahrhunderts ist. Um Börnicke, um seine Glocke und um Hexen in Börnicke ranken sich Sagen und Geschichten. Im Jahre 2013 wurde die von Holzwürmern befallene Kirche in eine (schwarz-rot-goldene) Folie gehüllt und begast.
Im Jahre 1933 wurde in einer Zementfabrik in Börnicke das KZ Börnicke eingerichtet. Verantwortlich für das Lager war die SA-Standarte 224, der auch das Nebenlager in Meißnershof beaufsichtigte. Am 17. Mai wurden die ersten 15 Häftlinge eingeliefert. Zwischen 150 und 500 politische Gefangene wurden hier bis zur Schließung am 26. Juli 1933 gequält, mindestens zehn ermordet, weitere starben an den Haftfolgen. 79 Gefangene wurden nach Oranienburg verlegt. Das Lager bestand aus einem Hauptgebäude, einer Häftlingsbaracke und einer weiteren Baracke, die als SA-Schule eingerichtet war. Die Häftlinge schliefen auf Stroh und mussten für Unterkunft und Verpflegung täglich 1,50 Mark bezahlen. Auch nach der Auflösung des frühen KZ wurde das Lager als Außenkommando des KZ Oranienburg weitergeführt. Seit 1975 erinnert ein Gedenkstein auf dem Gelände der einstigen Fabrik an der Straße nach Tietzow an die Opfer dieses Teils der Börnicker Geschichte.

### Eingemeindung
Im Zuge der Gemeindegebietsreform des Landes Brandenburg wurde Börnicke am 26. Oktober 2003 ein Ortsteil von Nauen. Letzter Gemeindebürgermeister war Eckhard Dieter.

## Politik
Im Ortsbeirat arbeiten der Ortsvorsteher Robert Pritzkow (LWN), der stellvertretende Ortsvorsteher Sebastian Borm (CDU) und Thomas Grunwald (LWN) (Stand: Kommunalwahl am 2024).

## Infrastruktur

### Verkehrsanbindung
Börnicke ist im Rahmen des ÖPNV durch die Havelbus-Linien 659 der HVG mit Nauen und Hennigsdorf und durch die Havelbus-Linie 659 der HVG mit Nauen und Berlin-Spandau verbunden.

### Wirtschaft
Das Postfrachtzentrum Börnicke ist einer der wichtigsten Umschlagplätze der Deutschen Post DHL im Ballungszentrum Berlin–Brandenburg.

## Söhne und Töchter der Gemeinde
- Helmut Kliem, 1939–1970, Todesopfer an der Berliner Mauer